# ジョー・ロズウェル
ジョセフ・マシュー・ロズウェル（Joseph Matthew Rothwell, 1995年1月11日 - ）は、イングランド・マンチェスター出身のサッカー選手。EFLチャンピオンシップ・サウサンプトン所属。ポジションはMF。

## 経歴
6歳でマンチェスター・ユナイテッドのリザーブチームに所属し、2013年にトップチームと契約を交わした。
2015年1月27日、ブラックプールに期限付き移籍した。
2015年7月18日、バーンズリーに6カ月間の期限付き移籍をした。
2016年7月12日、オックスフォード・ユナイテッドと2年契約を結んだ。
2018年6月22日、ブラックバーン・ローヴァーズと3年契約を結んだ。
2022年6月25日、ボーンマスと4年契約を結んだ。
2024年1月15日、サウサンプトンに期限付き移籍した。